# Ацидоз з нормальним аніонним інтервалом
Ацидоз з нормальним аніонним інтервалом — це ацидоз, який не супроводжується аномально збільшеним аніонним інтервалом.
Найпоширенішою причиною ацидозу з нормальним аніонним інтервалом є діарея, нирковий канальцевий ацидоз займає друге місце.

## Диференціальна діагностика
Диференціальна діагностика ацидозу з нормальним аніонним інтервалом є відносно короткою (у порівнянні з диференціальною діагностикою ацидозу):
- Гіпераліментація (наприклад, внаслідок повного парентерального харчування, що містить хлорид амонію)
- Введення хлоридів, часто з фізіологічним розчином
- Ацетазоламід та інші інгібітори карбоангідрази
- Нирковий тубулярний ацидоз[1]
- Діарея: через втрату бікарбонату. Це явище компенсується збільшенням концентрації хлоридів, що призводить до нормального аніонного інтервалу, або гіперхлоремічного ацидозу. Патофізіологія підвищеної концентрації хлоридів полягає в наступному: рідина, що виділяється в просвіт кишечника, містить більшу кількість Na+, ніж Cl−. Великі втрати цих рідин, особливо якщо об'єм заповнюється рідинами, що містять однакову кількість Na+ та Cl−, призводять до зниження концентрації Na+ у плазмі відносно концентрації Cl−. Цього сценарію можна уникнути, якщо замість звичайного фізіологічного розчину використовувати такі препарати, як розчин Рінгера з лактатом, для заміщення втрат у шлунково-кишковому тракті.[2]
- Уретероентеральна фістула — аномальне з'єднання (нориця) між сечоводом та шлунково-кишковим трактом
- Панкреатодуоденальна фістула — аномальне з'єднання між підшлунковою залозою та дванадцятипалою кишкою
- Спіронолактон
- Високий вихід стоми[1]
- Гіперпаратиреоз — може спричинити гіперхлоремію та збільшити втрату бікарбонату нирками, що може призвести до ацидозу з нормальним аніонним інтервалом. У пацієнтів з гіперпаратиреозом може бути нижчий за норму pH, дещо знижений PaCO2 через дихальну компенсацію, знижений рівень бікарбонату та нормальний аніонний інтервал.[3]

На відміну від ацидозу з високим аніонним інтервалом (який передбачає збільшення утворення органічних кислот), ацидоз з нормальним аніонним інтервалом передбачає або збільшення утворення/введення хлориду (гіперхлоремічний ацидоз), або збільшення екскреції бікарбонату.